# Asienmeisterschaften im Fechten 2005
Die Asienmeisterschaften im Fechten 2005 fanden vom 25. bis zum 30. Juli in Kota Kinabalu (Malaysia) statt. Es wurden nach Geschlechtern getrennt Einzel- und Mannschaftswettbewerbe in den drei Disziplinen des Fechtsports Florett, Degen und Säbel ausgetragen. Der dritte Platz wurde nicht ausgefochten, sodass beide Halbfinalisten eine Bronzemedaille gewannen. Insgesamt wurden also 12 Gold-, 12 Silber- und 24 Bronzemedaillen vergeben.

## Herren

### Floretteinzel
| Platz | Sportler      | Land |
| ----- | ------------- | ---- |
| 1     | Zhu Jun       | CHN  |
| 2     | Daisuke Saitō | JPN  |
| 3     | Lee Kwan Haen | KOR  |
| 3     | Javad Rezaie  | IRN  |

### Florettmannschaft
| Platz | Land                | Sportler |
| ----- | ------------------- | -------- |
| 1     | Volksrepublik China |          |
| 2     | Japan               |          |
| 3     | Südkorea            |          |
| 3     | Usbekistan          |          |

### Degeneinzel
| Platz | Sportler         | Land |
| ----- | ---------------- | ---- |
| 1     | Sergey Shabalin  | KAZ  |
| 2     | Lu Min Nicola    | HKG  |
| 3     | Alexandr Axenov  | KAZ  |
| 3     | Keisuke Sakamoto | JPN  |

### Degenmannschaft
| Platz | Land       | Sportler |
| ----- | ---------- | -------- |
| 1     | Kasachstan |          |
| 2     | Iran       |          |
| 3     | Japan      |          |
| 3     | Südkorea   |          |

### Säbeleinzel
| Platz | Sportler         | Land |
| ----- | ---------------- | ---- |
| 1     | Zhou Han Ming    | CHN  |
| 2     | Hwang Byung Ryul | KOR  |
| 3     | Mojtaba Abedini  | IRN  |
| 3     | Igor Tsel        | KAZ  |

### Säbelmannschaft
| Platz | Land                | Sportler |
| ----- | ------------------- | -------- |
| 1     | Südkorea            |          |
| 2     | Volksrepublik China |          |
| 3     | Hongkong            |          |
| 3     | Iran                |          |

## Damen

### Floretteinzel
| Platz | Sportler       | Land |
| ----- | -------------- | ---- |
| 1     | Chang Mi Kyung | KOR  |
| 2     | Zhang Lei      | CHN  |
| 3     | Qiu Yi Lin     | CHN  |
| 3     | Kaori Zamma    | JPN  |

### Florettmannschaft
| Platz | Land                | Sportler |
| ----- | ------------------- | -------- |
| 1     | Volksrepublik China |          |
| 2     | Japan               |          |
| 3     | Kasachstan          |          |
| 3     | Südkorea            |          |

### Degeneinzel
| Platz | Sportler      | Land |
| ----- | ------------- | ---- |
| 1     | Luo Xiao Juan | CHN  |
| 2     | Qin Lan Lan   | CHN  |
| 3     | Kim Ju Ha     | KOR  |
| 3     | Shen Weiwei   | CHN  |

### Degenmannschaft
| Platz | Land                | Sportler |
| ----- | ------------------- | -------- |
| 1     | Volksrepublik China |          |
| 2     | Südkorea            |          |
| 3     | Hongkong            |          |
| 3     | Japan               |          |

### Säbeleinzel
| Platz | Sportler       | Land |
| ----- | -------------- | ---- |
| 1     | Zhao Yuan Yuan | CHN  |
| 2     | Bao Ying Ying  | CHN  |
| 3     | Huang Hai Yang | CHN  |
| 3     | Zhao Xue       | CHN  |

### Säbelmannschaft
| Platz | Land                | Sportler |
| ----- | ------------------- | -------- |
| 1     | Volksrepublik China |          |
| 2     | Südkorea            |          |
| 3     | Hongkong            |          |
| 3     | Vietnam             |          |

## Medaillenspiegel
| Platz  | Land                | Gold | Silber | Bronze | Gesamt |
| ------ | ------------------- | ---- | ------ | ------ | ------ |
| 1      | Volksrepublik China | 8    | 4      | 4      | 16     |
| 2      | Südkorea            | 2    | 2      | 6      | 10     |
| 3      | Kasachstan          | 2    | 0      | 3      | 5      |
| 4      | Japan               | 0    | 3      | 4      | 7      |
| 5      | Hongkong            | 0    | 2      | 2      | 4      |
| 6      | Iran                | 0    | 1      | 3      | 4      |
| 7      | Usbekistan          | 0    | 0      | 1      | 1      |
| 8      | Vietnam             | 0    | 0      | 1      | 1      |
| Gesamt | Gesamt              | 12   | 12     | 24     | 48     |